# Ce verde era valea mea (film)
Ce verde era valea mea este un film american din 1941 regizat de John Ford. În rolurile principale joacă actorii Walter Pidgeon, Maureen O'Hara, Anna Lee, Donald Crisp și Roddy McDowall. A câștigat Premiul Oscar pentru cel mai bun film.
Filmul este bazat pe romanul omonim de Richard Llewellyn.

## Actori
- Irving Pichel este adultul Huw Morgan, naratorul nevăzut
- Walter Pidgeon este Dl. Gruffydd
- Maureen O'Hara este Angharad Morgan
- Anna Lee este Bronwyn, soția lui Ivor
- Donald Crisp este Gwilym Morgan
- Roddy McDowall este Huw Morgan
- John Loder este Ianto Morgan
- Sara Allgood este Mrs. Beth Morgan
- Barry Fitzgerald este Cyfartha
- Patric Knowles este Ivor Morgan
- Morton Lowry este Dl. Jonas
- Arthur Shields este Dl. Parry
- Ann Todd este Ceinwen
- Frederick Worlock este Dr. Richards
- Richard Fraser este Davy Morgan
- Evan S. Evans este Gwilym Morgan
- James Monks este Owen Morgan
- Rhys Williams este Dai Bando
- Lionel Pape este Evans
- Ethel Griffies este Mrs. Nicholas
- Marten Lamont este Iestyn Evans